# Araneus mastersi
Araneus mastersi är en spindelart som först beskrevs av Bradley 1876.  Araneus mastersi ingår i släktet Araneus och familjen hjulspindlar. Inga underarter finns listade i Catalogue of Life.